# Tour de França de 1947
El Tour de França de 1947 fou la 34a edició del Tour de França i es disputà entre el 25 de juny i el 20 de juliol de 1947, sobre un recorregut de 4.640 km, distribuïts en 21 etapes, que es van disputar a una mitjana de 31,412  km/h. Aquesta va ser la primera edició, després de set anys sense poder-se disputar per culpa de la Segona Guerra Mundial.
En haver estat cancel·lades les set edicions precedents, no hi havia un clar favorit a la victòria final en començar la cursa. Quan René Vietto, el subcampió de 1939, es vestí amb el mallot groc després de guanyar la segona etapa, molts van pensar que podria mantenir el liderat fins a l'arribada a París. Vietto, un excel·lent escalador, va perdre el liderat en favor de Pierre Brambilla després de la contrarellotge de l'etapa 19. Amb només dues etapes per acabar el Tour semblava que Brambilla ho tenia tot al seu favor per a obtenir la victòria final, però en la darrera etapa es va produir una escapada en què hi va prendre part el gairebé desconegut Jean Robic, que va arribar a meta amb més de vint minuts d'avantatge sobre Brambilla. Aquesta diferència va ser suficient per fer de Robic el primer ciclista a guanyar el Tour de França sense haver liderat cap dia la cursa. Édouard Fachleitner, també membre de l'escapada, pujà fins a la segona posició final, mentre Brambilla s'havia d'acontentar amb la tercera posició i Vietto amb la cinquena.

## El Tour durant la Segona Guerra Mundial
Després del Tour de França de 1939 la Segona Guerra Mundial havia fet impossible organitzar un gran esdeveniment de ciclisme a França, encara que es van alguns intents. Els drets sobre el Tour de França, anteriorment propietat del diari l'Auto, havien estat transferits al govern francès. Hi havia dos diaris interessats a fer-se càrrec d'aquests drets, per la qual cosa tots dos van organitzar algunes proves ciclistes. La prova organitzat per l'Équipe "La Course du Tour de França", va tenir més èxit i fou a ells a qui se li va donar el dret a organitzar el Tour de França de 1947.

## Participants
El format de participació basat en equips nacionals, que havia estat emprat abans de la Segona Guerra Mundial, va ser emprat novament el 1947. L'equip alemany no va ser convidat, i l'equip italià estava compost per franco-italians que vivien a França, ja que el tractat de pau entre França i Itàlia encara no era oficial, per la qual cosa els dos països es trobaven encara tècnicament en guerra.
L'organització del Tour convidà a deu equips formats per deu ciclistes cadascun. A banda de l'equip italià, també hi participà un equip nacional francès, un de belga, i un combinat suís/luxemburguès. La intenció era tenir un combinat britànic/neerlandès, però els ciclistes neerlandesos van protestar perquè consideraven que els ciclistes britànics eren massa inexperts, per la qual cosa els ciclistes britànics foren substituïts per "francesos estrangers". Al mateix temps hi prengueren part cinc equips regionals franceses: Illa de França, Oest de França, Nord-est de França, Centre/sud-oest de França i Sud-est de França.
En total hi participaren 58 ciclistes francesos, 13 italians, 11 belgues, 6 neerlandesos, 6 suïssos, 4 luxemburguesos, 1 polonès i 1 algerià. Dels 100 ciclistes que van iniciar la cursa, 53 l'acabaren.

## Recorregut
França es troba devastada i Jacques Goddet té enormes dificultats per poder organitzar aquesta edició del Tour. El recorregut segueix l'esquema clàssic de recórrer França per l'exterior i obviant tota la part central del país. La sortida i arribada es fa des de París, seguint el sentit de les agulles del rellotge. La muntanya, a diferència de l'edició anterior, torna a recuperar protagonisme, amb colls com la Croix de Fer, el Galibier i l'Izoard al pas pels Alps i el Tourmalet i l'Aubisca al pas pels Pirineus. Hi haurà 5 dies de descans i s'eliminen les etapes dividides en sectors. En la 19a etapa es disputa l'única contrarellotge individual de l'edició, que amb 139 quilòmetres és la més llarga de la història del Tour. Brussel·les i la Ciutat de Luxemburg debuten com a viles que acullen una etapa.

## Desenvolupament de la cursa

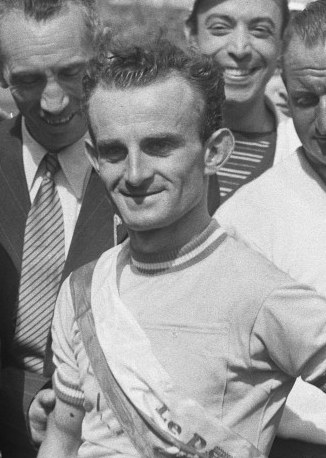
Jean Robic

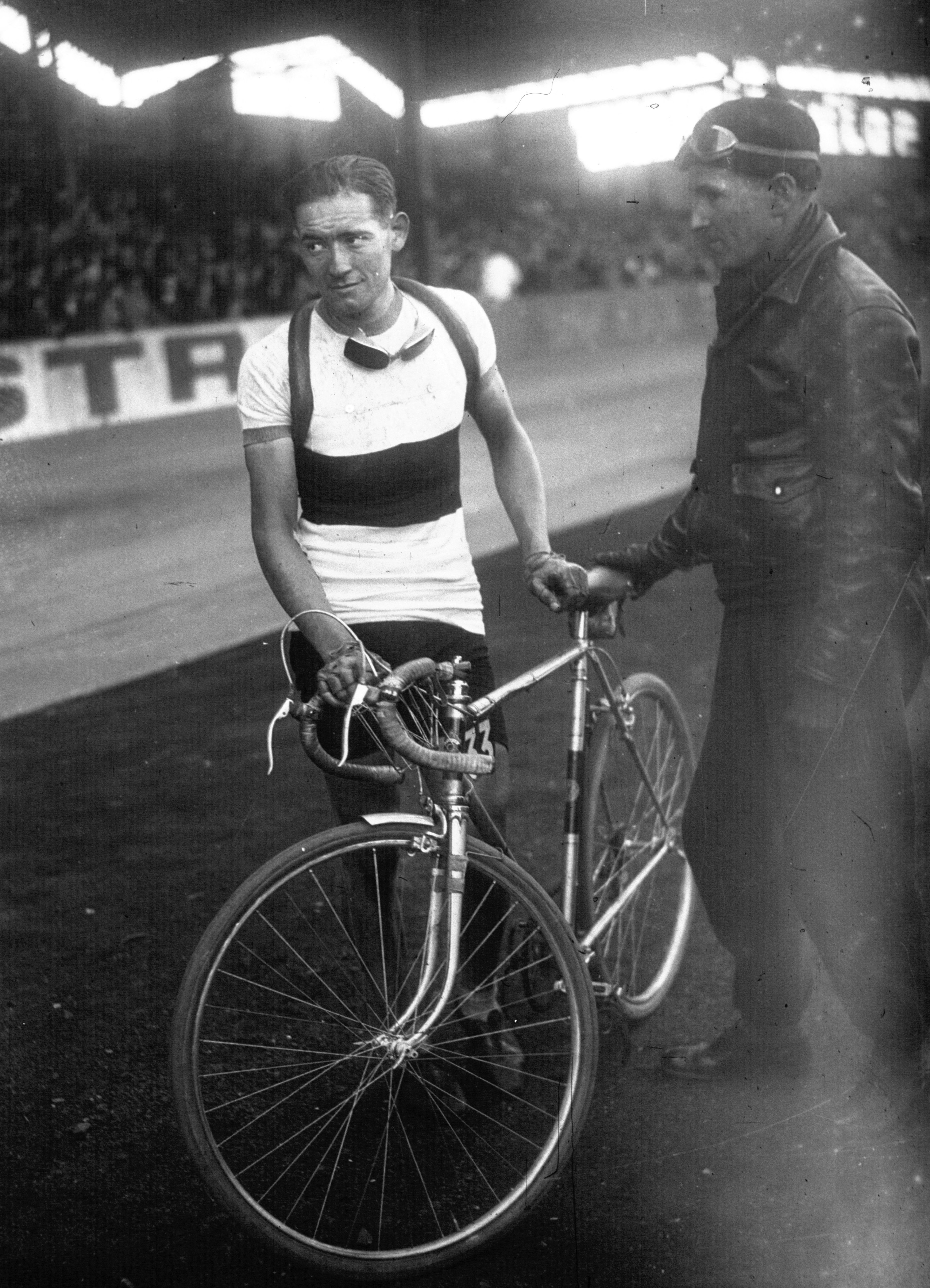
René Vietto

Després que Ferdi Kübler hagués guanyat la primera etapa, René Vietto aconseguí el liderat en la segona etapa, que guanyà a Brussel·les. Després de la tercera etapa sols Aldo Ronconi en troba a menys de 90 segons de Vietto, mentre el tercer classificat a la general es troba a més de vuit minuts.
Vietto conservà el liderat fins a l'arribada de la muntanya, en la setena etapa, quan passà a mans de Ronconi, en una dura etapa que guanyà Jean Robic amb més de quatre minuts d'avantatge. El liderat de Ronconi fou breu, ja que en la novena etapa, que superava els colossos alpins de l'Izoard, Vars i Alòs, tornà a mans de Vietto, que guanyà l'etapa.
En la catorzena etapa, entre Carcassona i Banhèras de Luishon, Albert Bourlon s'escapà només prendre la sortida i es va mantenir escapat fins a l'arribada, 253 quilòmetres després. Aquesta és l'escapada en solitari més llarga en la història del Tour de França després de la Segona Guerra Mundial.
En la quinzena etapa Jean Robic va fer una exhibició, passant en primera posició tots els ports de l'etapa i guanyant amb més de deu minuts sobre l'immediat perseguidor. Gràcies a les bonificacions acabà recuperant més de 15 minuts en aquesta etapa. En la classificació general Robic passà a la cinquena posició.
Amb sols tres etapes pel final del Tour, Vietto liderava la general amb 94 segons sobre Pierre Brambilla. La divuitena etapa fou una contrarellotge individual, la més llarga mai disputada en la història del Tour. En aquesta etapa Vietto va perdre força temps i Brambilla passà a liderar la general. Vietto va fer un temps pitjor de l'esperat, en perdre més de 14' respecte al vencedor d'etapa; es va especular sobre el perquè del seu temps i si havia estat per culpa d'un accident de moto d'un amic o perquè havia begut sidra durant la contrarellotge.
Abans de la darrera etapa els cinc primers a la classificació general tenien aquestes diferències:
| Pos. | Ciclista                  | Equip  | Temps        |
| ---- | ------------------------- | ------ | ------------ |
| 1    | Pierre Brambilla (ITA)    | Itàlia | 140h 44' 38" |
| 2    | Aldo Ronconi (ITA)        | Itàlia | + 53"        |
| 3    | Jean Robic (FRA)          | Oest   | + 2' 58"     |
| 4    | René Vietto (FRA)         | França | + 5' 16"     |
| 5    | Édouard Fachleitner (FRA) | França | + 6' 56"     |

La darrera etapa era plana, cosa que feia molt difícil que si hi havia escapats poguessin recuperar temps. Durant el recorregut de l'etapa els ciclistes havien de superar una cota bonificada amb una prima econòmica. Tot i que ja havia estat superada per un grup capdavanter, Robic no ho sabia, i esprintà per la prima. En coronar-la Brambilla s'havia despenjat i Robic i Fachleitner, cinquè a la general, començaren a treballar plegats per ampliar le diferències, mentre Brambilla i Ronconi anaven perdent minuts. A manca de 140 km de meta ja disposaven de tres minuts, cosa que convertia a Robic en el líder virtual de la cursa. En arribar a París aconseguiren 13 minuts sobre el grup perseguidor, cosa que va permetre a Robic guanyar el Tour de França.

## Resultats

### Etapes
| Etapa | Data         | Recorregut                    |                           | Km  | Vencedor d'etapa          | Líder de la general    |
| ----- | ------------ | ----------------------------- | ------------------------- | --- | ------------------------- | ---------------------- |
| 1a    | 25 de juny   | París - Lilla                 | Etapa plana               | 236 | Ferdi Kübler (SUI)        | Ferdi Kübler (SUI)     |
| 2a    | 26 de juny   | Lilla - Brussel·les           | Etapa plana               | 182 | René Vietto (FRA)         | René Vietto (FRA)      |
| 3a    | 27 de juny   | Brussel·les - Luxemburg       | Etapa plana               | 314 | Aldo Ronconi (ITA)        | René Vietto (FRA)      |
| 4a    | 28 de juny   | Luxemburg - Estrasburg        | Etapa plana               | 223 | Jean Robic (FRA)          | René Vietto (FRA)      |
| 5a    | 29 de juny   | Estrasburg - Besançon         | Etapa plana               | 248 | Ferdi Kübler (SUI)        | René Vietto (FRA)      |
| 6a    | 30 de juny   | Besançon - Lió                | Etapa plana               | 249 | Lucien Teisseire (FRA)    | René Vietto (FRA)      |
| 7a    | 2 de juliol  | Lió - Grenoble                | Etapa de muntanya         | 172 | Jean Robic (FRA)          | Aldo Ronconi (ITA)     |
| 8a    | 3 de juliol  | Grenoble - Briançon           | Etapa de muntanya         | 185 | Fermo Camellini (ITA)     | Aldo Ronconi (ITA)     |
| 9a    | 5 de juliol  | Briançon - Digne-les-Bains    | Etapa de muntanya         | 217 | René Vietto (FRA)         | René Vietto (FRA)      |
| 10a   | 6 de juliol  | Digne-les-Bains - Niça        | Etapa de mitja muntanya   | 255 | Fermo Camellini (ITA)     | René Vietto (FRA)      |
| 11a   | 7 de juliol  | Niça - Marsella               | Etapa plana               | 230 | Edouard Fachleitner (FRA) | René Vietto (FRA)      |
| 12a   | 8 de juliol  | Marsella - Montpeller         | Etapa plana               | 165 | Henri Massal (FRA)        | René Vietto (FRA)      |
| 13a   | 10 de juliol | Montpeller - Carcassona       | Etapa plana               | 172 | Lucien Teisseire (FRA)    | René Vietto (FRA)      |
| 14a   | 11 de juliol | Carcassona - Luchon           | Etapa de mitja muntanya   | 253 | Albert Bourlon (FRA)      | René Vietto (FRA)      |
| 15a   | 13 de juliol | Luchon - Pau                  | Etapa de muntanya         | 195 | Jean Robic (FRA)          | René Vietto (FRA)      |
| 16a   | 14 de juliol | Pau - Bordeus                 | Etapa plana               | 195 | Giuseppe Tacca (ITA)      | René Vietto (FRA)      |
| 17a   | 15 de juliol | Bordeus - Les Sables d'Olonne | Etapa plana               | 272 | Eloi Tassin (FRA)         | René Vietto (FRA)      |
| 18a   | 16 de juliol | Les Sables d'Olonne - Gwened  | Etapa plana               | 236 | Pietro Tarchini (SUI)     | René Vietto (FRA)      |
| 19a   | 18 de juliol | Gwened - Saint-Brieuc         | Contrarellotge individual | 139 | Raymond Impanis (BEL)     | Pierre Brambilla (ITA) |
| 20a   | 19 de juliol | Saint-Brieuc - Caen           | Etapa plana               | 235 | Maurice Diot (FRA)        | Pierre Brambilla (ITA) |
| 21a   | 20 de juliol | Caen - París                  | Etapa plana               | 257 | Albéric Schotte (BEL)     | Jean Robic (FRA)       |

### Classificació general
El ciclista que arribava a la meta en el menor temps era proclamat el vencedor d'etapa. Els diferents temps de cada etapa eren sumats per aconseguir la classificació general, guanyada pel ciclista amb menor temps acumulat. Si un ciclista havia rebut alguna bonificació de temps es restava del total, de la mateixa manera que les penalitzacions de temps s'afegien al total. El líder de la cursa era identificat pel mallot groc. Dels 100 ciclistes que van prendre la sortida, 53 l'acabaren.
Amb la seva victòria, Robic guanyà 500.000 francs. A més, les posteriors exhibicions de resultes de la victòria al Tour li proporcionarien entre 3 i 4 milions de francs.
| Pos. | Ciclista                  | Equip                    | Temps        |
| ---- | ------------------------- | ------------------------ | ------------ |
| 1    | Jean Robic (FRA)          | Oest                     | 148h 11' 25" |
| 2    | Édouard Fachleitner (FRA) | França                   | + 3' 58"     |
| 3    | Pierre Brambilla (ITA)    | Itàlia                   | + 10' 07"    |
| 4    | Aldo Ronconi (ITA)        | Itàlia                   | + 11' 00"    |
| 5    | René Vietto (FRA)         | França                   | + 15' 23"    |
| 6    | Raymond Impanis (BEL)     | Bèlgica                  | + 18' 14"    |
| 7    | Fermo Camellini (ITA)     | Països Baixos/estrangers | + 24' 08"    |
| 8    | Giordano Cottur (ITA)     | Itàlia                   | + 1h 06' 03" |
| 9    | Jean-Marie Goasmat (FRA)  | Oest                     | + 1h 16' 03" |
| 10   | Apo Lazaridès (FRA)       | Sud-est                  | + 1h 18' 44" |

| Classificació final (11–53) | Classificació final (11–53) | Classificació final (11–53) | Classificació final (11–53) |
| Pos.                        | Ciclista                    | Equip                       | Temps                       |
| --------------------------- | --------------------------- | --------------------------- | --------------------------- |
| 11                          | Lucien Teisseire (FRA)      | França                      | + 1h 32' 16"                |
| 12                          | Pierre Cogan (FRA)          | Oest                        | + 1h 44' 55"                |
| 13                          | Briek Schotte (BEL)         | Bèlgica                     | + 1h 56' 45"                |
| 14                          | Giuseppe Tacca (ITA)        | Itàlia                      | + 2h 06' 07"                |
| 15                          | Jean Diederich (LUX)        | Suïssa/Luxemburg            | + 2h 10' 43"                |
| 16                          | Daniel Thuayre (FRA)        | Illa de França              | + 2h 13' 04"                |
| 17                          | Gottfried Weilenmann (SUI)  | Suïssa/Luxemburg            | + 2h 18' 23"                |
| 18                          | Jean Kirchen (LUX)          | Suïssa/Luxemburg            | + 2h 20' 26"                |
| 19                          | Paul Giguet (FRA)           | Sud-est                     | + 2h 26' 25"                |
| 20                          | Jean Goldschmidt (LUX)      | Suïssa/Luxemburg            | + 2h 32' 24"                |
| 21                          | Albert Bourlon (FRA)        | Centre-sud-oest             | + 2h 38' 18"                |
| 22                          | Bernard Gauthier (FRA)      | Sud-est                     | + 2h 52' 45"                |
| 23                          | Primo Volpi (ITA)           | Itàlia                      | + 3h 02' 48"                |
| 24                          | Roger Lévêque (FRA)         | Centre-sud-oest             | + 3h 05' 04"                |
| 25                          | Kléber Piot (FRA)           | França                      | + 3h 10' 48"                |
| 26                          | Antoine Latorre (FRA)       | Centre-sud-oest             | + 3h 14' 40"                |
| 27                          | Florent Mathieu (BEL)       | Bèlgica                     | + 3h 16' 28"                |
| 28                          | Raoul Rémy (FRA)            | Sud-est                     | + 3h 20' 31"                |
| 29                          | Marius Bonnet (FRA)         | Sud-est                     | + 3h 21' 20"                |
| 30                          | Henri Massal (FRA)          | França                      | + 3h 25' 49"                |
| 31                          | Egidio Feruglio (ITA)       | Itàlia                      | + 3h 43' 04"                |
| 32                          | Jefke Janssen (NED)         | Països Baixos/estrangers    | + 3h 57' 11"                |
| 33                          | Ange Le Strat (FRA)         | Oest                        | + 4h 06' 23"                |
| 34                          | Édouard Klabinski (POL)     | Països Baixos/estrangers    | + 4h 06' 36"                |
| 35                          | Louis Deprez (FRA)          | Nord-est                    | + 4h 09' 29"                |
| 36                          | Édouard Muller (FRA)        | Illa de França              | + 4h 17' 28"                |
| 37                          | Éloi Tassin (FRA)           | Oest                        | + 4h 23' 49"                |
| 38                          | René Oreel (BEL)            | Bèlgica                     | + 4h 29' 06"                |
| 39                          | Pascal Gnazzo (FRA)         | Sud-est                     | + 4h 34' 09"                |
| 40                          | Joseph Neri (FRA)           | Centre-sud-oest             | + 4h 36' 27"                |
| 41                          | René Barret (FRA)           | Illa de França              | + 4h 38' 31"                |
| 42                          | Maurice Mollin (BEL)        | Bèlgica                     | + 4h 42' 27"                |
| 43                          | Roger Gyselinck (BEL)       | Bèlgica                     | + 4h 43' 47"                |
| 44                          | Raymond Lucas (FRA)         | Illa de França              | + 4h 45' 07"                |
| 45                          | Jean Breuer (BEL)           | Bèlgica                     | + 4h 45' 14"                |
| 46                          | Jean de Gribaldy (FRA)      | Nord-est                    | + 4h 51' 44"                |
| 47                          | Victor Joly (BEL)           | Països Baixos/estrangers    | + 4h 52' 18"                |
| 48                          | Alexandre Pawlisiak (FRA)   | Nord-est                    | + 5h 04' 06"                |
| 49                          | Maurice Diot (FRA)          | Illa de França              | + 5h 20' 43"                |
| 50                          | Gaston Rousseau (FRA)       | East                        | + 5h 34' 01"                |
| 51                          | Gaston Audier (FRA)         | Nord-est                    | + 5h 37' 55"                |
| 52                          | Leo Weilenmann (SUI)        | Suïssa/Luxemburg            | + 6h 05' 34"                |
| 53                          | Pietro Tarchini (SUI)       | Suïssa/Luxemburg            | + 7h 48' 18"                |

### Gran Premi de la Muntanya
Per la classificació de la muntanya l'organització va determinar 16 colls de muntanya puntuables, tot i que durant el recorregut se'n van superar d'altres també de gran dificultat. Aquests colls foren dividits en dues categories.
En els colls de primera categoria els deu primers ciclistes obtenien punts, amb deu pel primer, nou pel segon i així fins a un punt pel desè classificat. En els colls de segona categoria sols puntuaven els cinc primers classificats, amb cinc punts pel primer i un pel cinquè.
| Etapa | Nom              | Alçada  | Serralada     | Categria | Primer           |
| ----- | ---------------- | ------- | ------------- | -------- | ---------------- |
| 7     | Épine            | 987 m   | Alps          | 2        | Apo Lazaridès    |
| 7     | Granier          | 1.132 m | Alps          | 1        | Pierre Brambilla |
| 8     | Croix de Fer     | 2.066 m | Alps          | 1        | Fermo Camellini  |
| 8     | Télégraphe       | 1.566 m | Alps          | 1        | Fermo Camellini  |
| 8     | Galibier         | 2.556 m | Alps          | 1        | Fermo Camellini  |
| 9     | Izoard           | 2.361 m | Alps          | 1        | Jean Robic       |
| 9     | Vars             | 2.110 m | Alps          | 1        | Jean Robic       |
| 9     | Alòs             | 2.250 m | Alps          | 1        | René Vietto      |
| 10    | Braus            | 1.002 m | Alps-Marítims | 2        | Apo Lazaridès    |
| 10    | La Turbie        | 555 m   | Alps-Marítims | 2        | Fermo Camellini  |
| 14    | coll de Port     | 1.250 m | Pirineus      | 2        | Albert Bourlon   |
| 14    | Portèth d'Aspèth | 1.069 m | Pirineus      | 2        | Albert Bourlon   |
| 15    | Pèira Sorda      | 1.569 m | Pirineus      | 1        | Jean Robic       |
| 15    | Aspin            | 1.489 m | Pirineus      | 1        | Jean Robic       |
| 15    | Tourmalet        | 2.115 m | Pirineus      | 1        | Jean Robic       |
| 15    | Aubisca          | 1.709 m | Pirineus      | 1        | Jean Robic       |

El vencedor de la classificació de la muntanya fou Pierre Brambilla.
| Pos | Ciclista                  | Equip                    | Punts |
| --- | ------------------------- | ------------------------ | ----- |
| 1   | Pierre Brambilla (ITA)    | Itàlia                   | 98    |
| 2   | Apo Lazaridès (FRA)       | Sud-est                  | 89    |
| 3   | Jean Robic (FRA)          | Oest                     | 70    |
| 4   | Fermo Camellini (ITA)     | Països Baixos/estrangers | 63    |
| 4   | Aldo Ronconi (ITA)        | Itàlia                   | 63    |
| 6   | René Vietto (FRA)         | França                   | 38    |
| 7   | Édouard Fachleitner (FRA) | França                   | 35    |
| 8   | Jean-Marie Goasmat (FRA)  | Oest                     | 27    |
| 9   | Giordano Cottur (ITA)     | Itàlia                   | 25    |
| 10  | Lucien Teisseire (FRA)    | França                   | 19    |

### Classificació per equips
El 1947 la classificació per equips fou calculada a partir de la suma dels tres millors temps de cada equips, sent el vencedor l'equip que sumava un menor temps.
| Pos. | Equip              | Temps        |
| ---- | ------------------ | ------------ |
| 1    | Itàlia             | 446h 01' 25" |
| 2    | França             | + 23' 57"    |
| 3    | Oest               | + 1h 33' 48" |
| 4    | Bèlgica            | + 4h 04' 17" |
| 5    | Sud-oest           | + 5h 10' 44" |
| 6    | Suïssa / Luxemburg | + 5h 22' 22" |

## Evolució de les classificacions
| Etapa | Vencedor            | Classificació general | Classificació de la muntanya | Classificació per equips |
| ----- | ------------------- | --------------------- | ---------------------------- | ------------------------ |
| 1     | Ferdi Kübler        | Ferdinand Kübler      | no entregat                  | França-Oest              |
| 2     | René Vietto         | René Vietto           | no entregat                  | Bèlgica                  |
| 3     | Aldo Ronconi        | René Vietto           | no entregat                  | Itàlia                   |
| 4     | Jean Robic          | René Vietto           | no entregat                  | Itàlia                   |
| 5     | Ferdi Kübler        | René Vietto           | no entregat                  | Itàlia                   |
| 6     | Lucien Teisseire    | René Vietto           | no entregat                  | Itàlia                   |
| 7     | Jean Robic          | Aldo Ronconi          | ?                            | Itàlia                   |
| 8     | Fermo Camellini     | Aldo Ronconi          | Fermo Camellini              | Itàlia                   |
| 9     | René Vietto         | René Vietto           | ?                            | Itàlia                   |
| 10    | Fermo Camellini     | René Vietto           | ?                            | Itàlia                   |
| 11    | Edouard Fachleitner | René Vietto           | ?                            | Itàlia                   |
| 12    | Henri Massal        | René Vietto           | ?                            | Itàlia                   |
| 13    | Lucien Teisseire    | René Vietto           | ?                            | França                   |
| 14    | Albert Bourlon      | René Vietto           | ?                            | França                   |
| 15    | Jean Robic          | René Vietto           | Pierre Brambilla             | França                   |
| 16    | Giuseppe Tacca      | René Vietto           | Pierre Brambilla             | Itàlia                   |
| 17    | Eloi Tassin         | René Vietto           | Pierre Brambilla             | Itàlia                   |
| 18    | Pietro Tarchini     | René Vietto           | Pierre Brambilla             | Itàlia                   |
| 19    | Raymond Impanis     | Pierre Brambilla      | Pierre Brambilla             | Itàlia                   |
| 20    | Maurice Diot        | Pierre Brambilla      | Pierre Brambilla             | Itàlia                   |
| 21    | Albéric Schotte     | Jean Robic            | Pierre Brambilla             | Itàlia                   |
| Final | Final               | Jean Robic            | Pierre Brambilla             | Itàlia                   |

## A posteriori
Robic mai va vestir el mallot groc de líder de la classificació general, perquè ell sols fou líder al final de la darrera etapa. Sols Jan Janssen, en l'edició de 1968, repetí la mateixa situació.